# Hardenberg
Hardenberg là một đô thị ở tỉnh Overijssel phía đông Hà Lan. 